# وانغازي
وانغازي هي بلدة في مقاطعة قزل تبه في ولاية نواوي في أوزبكستان.